# Sequência principal

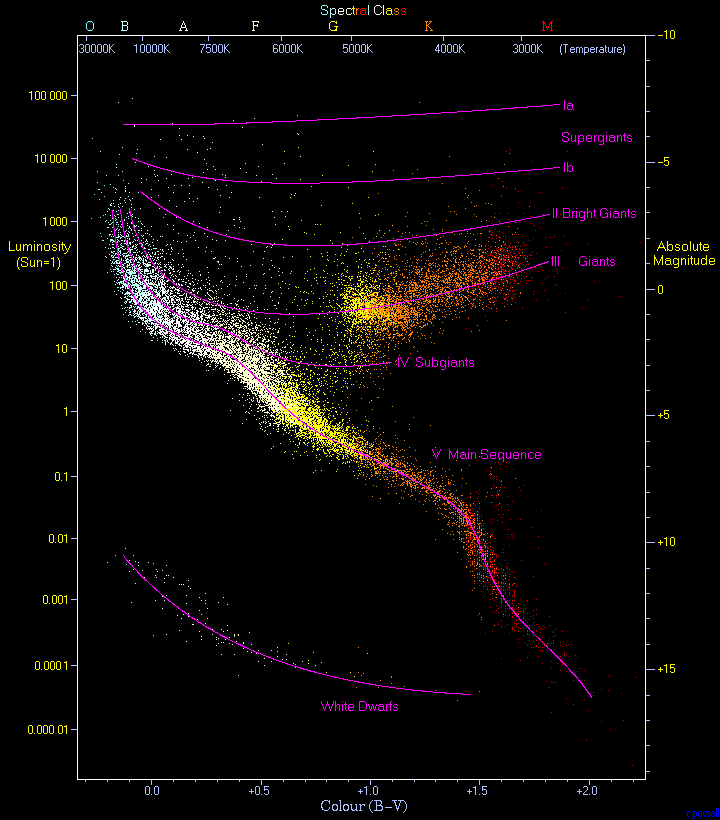
Diagrama de Hertzsprung-Russell das estrelas observadas pela sonda Hipparcos, mais cerca de mil estrelas de baixa luminosidade do catálogo Gliese. A sequência principal é a proeminente banda diagonal que corta o gráfico da esquerda superior até a direita inferior.

Em astronomia, a  sequência principal é uma faixa de estrelas no diagrama de Hertzsprung-Russell, um gráfico que relaciona luminosidade e temperatura superficial das estrelas. Estrelas nessa faixa são conhecidas como estrelas da sequência principal, ou estrelas anãs. A maioria das estrelas está na sequência principal, incluindo o Sol.
A sequência principal representa o estágio evolutivo em que as estrelas geram energia pela fusão de átomos de hidrogênio em hélio em seu núcleo. A geração de energia por fusão mantém a estrela em equilíbrio hidrostático, contrabalanceando a pressão gravitacional das camadas externas. Existem dois processos de fusão de hidrogênio, cujas eficiências dependem da temperatura da região do núcleo estelar. Estrelas com menos de 1,5 vezes a massa solar (M☉) geram a maior parte de sua energia pela cadeia próton-próton, enquanto em estrelas mais massivas predomina o ciclo CNO. A energia produzida no núcleo é carregada até a superfície da estrela por radiação ou convecção, e então é irradiada pela fotosfera. A estrutura interna de uma estrela da sequência principal é determinada pela sua massa. Estrelas com mais de 1,5 M☉ possuem núcleos convectivos e envelopes radiativos, estrelas entre 0,5 e 1,5 M☉ possuem núcleos radiativos e envelopes convectivos, enquanto as menores estrelas, com menos de 0,5 M☉, são inteiramente convectivas.
A posição de uma estrela na sequência principal é determinada principalmente pela sua massa, com as estrelas mais massivas sendo as mais luminosas e quentes. Assim, a sequência principal pode ser entendida como uma sequência de massas para estrelas que fundem hidrogênio no núcleo, desde as estrelas mais frias e de menor massa, encontradas na parte inferior direita do diagrama de Hertzsprung-Russell, até as mais quentes e massivas na outra extremidade. As propriedades básicas das estrelas da sequência principal estão fortemente correlacionadas, e a partir da massa é possível estimar parâmetros como raio, temperatura e luminosidade. Além da massa, outros fatores influenciam em menor escala a posição de uma estrela na sequência principal, em especial a metalicidade.
Objetos com mais de aproximadamente 0,08 M☉ atingem as condições necessárias para fundir hidrogênio pouco depois de sua formação, e então permanecem na sequência principal pela maior parte de suas vidas. Objetos menos massivos, conhecidos como anãs marrons, nunca alcançam uma temperatura nuclear suficiente para manter a fusão de hidrogênio, e portanto não são considerados estrelas. A duração da fase de sequência principal depende principalmente da massa estelar, variando entre poucos milhões de anos para as estrelas mais massivas até trilhões de anos para as menores anãs vermelhas. Conforme uma estrela evolui pela sequência principal, ela fica maior e mais luminosa. Quando todo o hidrogênio do núcleo é consumido por fusão nuclear, a estrela abandona a sequência principal e, se for mais massiva que 0,23 M☉, começa a fundir hidrogênio em uma casca ao redor do núcleo, passando para as fases de subgigante e então de gigante vermelha. A observação do diagrama de Hertzsprung-Russell para aglomerados estelares mostra essa sequência evolucionária, e do ponto de saída da sequência principal a idade do aglomerado pode ser estimada.

## História
No começo do século XX, informações sobre os tipos e distâncias de estrela se tornaram disponíveis. Várias características distintas foram encontradas nos espectro das estrelas, permitindo que elas fossem categorizadas. Annie Jump Cannon e Edward C. Pickering, do Harvard College Observatory, desenvolveram um método de classificação estelar que ficou conhecido como a classificação espectral de Harvard, publicada no Harvard Annals em 1901.
Em 1906, o astrônomo dinamarquês Ejnar Hertzsprung percebeu que as estrelas mais vermelhas, classificadas com os tipos K e M no sistema de Harvard, poderiam ser divididas em dois grupos distintos. Essas estrelas são ou muito mais brilhantes que o Sol, ou muito menos brilhantes. Para diferenciar esses grupos, ele os chamou de estrelas "gigantes" e estrelas "anãs". No ano seguinte, ele começou a estudar aglomerados estelares—grandes grupos de estrelas localizadas aproximadamente à mesma distância. Ele publicou os primeiros diagramas comparando a cor e o brilho das estrelas dos aglomerados, revelando uma proeminente e contínua banda de estrelas, que foi chamada de sequência principal.
Uma linha de pesquisa semelhante estava sendo seguida por Henry Norris Russell, da Universidade de Princeton, que estudou a relação entre a classificação espectral de estrelas e seus verdadeiros brilhos corrigidos da distância—a magnitude absoluta. Para esse propósito, ele usou um conjunto de estrelas com distâncias precisas medidas por paralaxe e que tinham sido classificadas no sistema de Harvard. Ao construir o diagrama comparando o tipo espectral com a magnitude absoluta dessas estrelas, ele descobriu que as estrelas anãs seguiam uma relação bem definida. Isso permitiu que o brilho real de uma estrela anã fosse previsto com relativa exatidão.
Das estrelas vermelhas observadas por Hertzsprung, as estrelas anãs também seguiam a relação espectro-luminosidade achada por Russell. Contudo, as estrelas gigantes eram muito mais brilhantes e não seguiam a mesma relação. Russell propôs que as estrelas gigante tinham densidades baixas ou brilho superficial alto, enquanto o contrário era verdadeiro para as anãs.
Em 1933, Bengt Strömgren introduziu o termo diagrama de Hertzsprung-Russell para denotar um diagrama relacionando a luminosidade e o tipo espectral das estrelas. Esse nome reflete o desenvolvimento paralelo dessa técnica por Hertzsprung e Russell no começo do século.
Conforme modelos evolucionários para estrelas foram desenvolvidos na década de 1930, foi mostrado que, para estrelas de composição química uniforme, existe uma relação entre a massa da estrela e sua luminosidade e raio. Em outras palavras, para uma certa massa e composição, existe uma solução única que determina o raio e luminosidade da estrela. Isso ficou conhecido como o teorema de Vogt-Russell, nomeado a partir de Heinrich Vogt e Henry Norris Russell. De acordo com esse teorema, quando a composição química de uma estrela e sua posição na sequência principal são conhecidas, a massa e o raio podem ser determinados. (Mais tarde, no entanto, foi descoberto que o teorema não é válido para estrelas de composição não uniforme.)
Um sistema refinado de classificação estelar foi publicado em 1943 por William Wilson Morgan e Philip Childs Keenan. Conhecido como sistema MK, ele atribui a cada estrela uma classe espectral, baseada na classificação de Harvard, e uma classe de luminosidade. Na classificação de Harvard original, quando a relação entre espectro e temperatura era desconhecida, cada estrela recebia uma letra baseada na intensidade de sua linha de hidrogênio, com A sendo a classe com a linha mais intensa. Quando ordenados por temperatura e quando classes duplicadas eram removidas, os tipos espectrais das estrelas, em ordem de temperatura decrescente indo do azul ao vermelho, seguiam a sequência O, B, A, F, G, K e M. A classe de luminosidade variava de I a V, da maior para a menor luminosidade. Estrelas com a classe de luminosidade V pertenciam à sequência principal.

## Formação
Quando uma protoestrela é formada pelo colapso de uma nuvem molecular gigante de gás e poeira no meio interestelar, sua composição por massa é de aproximadamente 70% hidrogênio e 28% hélio, com traços de outros elementos. A massa inicial da estrela depende de condições locais dentro da nuvem, e a distribuição de massas iniciais é descrita empiricamente pela função de massa inicial. Durante o colapso inicial, essa estrela da pré-sequência principal gera energia por contrações gravitacionais. Ao alcançar uma densidade alta o bastante, o núcleo estelar começa a gerar energia através de um processo de fusão nuclear que converte hidrogênio em hélio.
Quando a fusão nuclear de hidrogênio torna-se o processo dominante de produção de energia e a energia em excesso das contrações gravitacionais é perdida, a estrela situa-se em uma curva do diagrama de Hertzsprung-Russell chamada de sequência principal de idade zero (zero age main sequence, ou ZAMS). A curva ZAMS pode ser calculada usando modelos de computador das propriedades estelares no ponto de começo da fusão de hidrogênio. A partir da ZAMS, o brilho e temperatura superficial das estrelas tipicamente aumentam com a idade.
Uma estrela permanece próxima de sua posição inicial na sequência principal até que uma quantidade significativa de hidrogênio no núcleo seja convertida em hélio, e então começa a evoluir pelo ramo das subgigantes para uma estrela mais luminosa. No diagrama de Hertzsprung-Russell, as estrelas após a sequência principal evoluem para cima e para a direita. Assim, a estrela principal representa o estágio primário da vida de uma estrela, em que ela queima hidrogênio no núcleo.

## Propriedades
A maioria das estrelas em um diagrama de Hertzsprung-Russell típico estão na sequência principal. Essa linha existe porque a temperatura e luminosidade de uma estrela fundindo hidrogênio em seu núcleo dependem, de forma aproximada, apenas de um parâmetro, a massa estelar. Como as estrelas passam a maior parte de suas vidas ativas fundindo hidrogênio no núcleo, a maioria das estrelas está posicionada na sequência principal.
A temperatura de uma estrela determina seu tipo espectral através das propriedades físicas do plasma na sua fotosfera. A temperatura também está diretamente relacionada à cor da estrela, de acordo com a lei de Planck. A emissão de energia de uma estrela em função do comprimento de onda é influenciada por sua temperatura e composição. Um indicador frequentemente usado para quantificar essa distribuição de energia é o índice de cor, B − V, que mede a diferença na magnitude aparente da estrela em um filtro azul (B) e em um filtro de luz visível (V). Esse valor, frequentemente corrigido de avermelhamento interestelar, é uma medida da temperatura da estrela.

Comparação de tamanho entre estrelas da sequência principal de diferentes tipos

Os parâmetros físicos de estrelas da sequência principal, como massa, raio e luminosidade, estão fortemente correlacionados e seus valores podem ser aproximados por várias relações. Considerando uma estrela como um corpo negro, sua luminosidade L está relacionada com o raio R e temperatura efetiva Teff de acordo com a lei de Stefan-Boltzmann:
{\displaystyle L=4\pi \sigma R^{2}T_{eff}^{4}}
em que σ é a constante de Stefan-Boltzmann. Como a posição de uma estrela no diagrama de Hertzsprung-Russell é determinada por sua luminosidade e temperatura, essa relação pode ser usada para calcular seu raio.
A posição de uma estrela na sequência principal é basicamente uma função de sua massa. Quanto mais massiva uma estrela, mais luminosa e mais quente ela é, se encontrando na parte de cima da sequência principal. Isso é representado pela relação massa-luminosidade, uma lei de potência que relaciona a massa de uma estrela com sua luminosidade, expressa por {\displaystyle {\begin{matrix}L\ \propto \ M^{n}\end{matrix}}}. Valores típicos dados para o expoente n são de aproximadamente 3–4.
Existe também uma relação entre a massa e o raio para estrelas da sequência principal, que é próxima de linear. De fato, a razão entre a massa e o raio aumenta por um fator de apenas 3 com um aumento da massa em 2,5 ordens de magnitude. A geração de energia por unidade de massa, ε = L/M, é proporcional a TI15, em que TI é a temperatura do núcleo. Isso é apropriado para estrelas pelo menos mais massivas que o Sol, exibindo o ciclo CNO, e fornece uma aproximação melhor para a relação massa-raio, R ∝ M0,78.

### Parâmetros típicos
A tabela abaixo mostra valores típicos para os parâmetros de estrelas ao longo da sequência principal. Os valores de luminosidade (L), raio (R) e massa (M) são relativos ao Sol, uma estrela típica de classe G2V. Devido à metalicidade, os parâmetros de uma estrela podem variar por até 20–30% em relação aos listados abaixo.
| Classe espectral | Raio (R☉) | Massa (M☉) | Luminosidade (L☉) | Temp. (K) | Exemplo[20]                   |
| ---------------- | --------- | ---------- | ----------------- | --------- | ----------------------------- |
| O6               | 18        | 40         | 500000            | 38000     | Theta1 Orionis C              |
| B0               | 07,4      | 18         | 020000            | 30000     | Phi1 Orionis                  |
| B5               | 03,8      | 06,5       | 000800            | 16400     | Pi Andromedae A               |
| A0               | 02,5      | 03,2       | 000080            | 10800     | Alpha Coronae Borealis A      |
| A5               | 01,7      | 02,1       | 000020            | 08620     | Beta Pictoris                 |
| F0               | 01,3      | 01,7       | 000006            | 07240     | Gamma Virginis                |
| F5               | 01,2      | 01,3       | 000002,5          | 06540     | Eta Arietis                   |
| G0               | 01,05     | 01,10      | 000001,26         | 05920     | Beta Comae Berenices          |
| G2               | 01,00     | 01,00      | 000001,00         | 05780     | Sol                           |
| G5               | 00,93     | 00,93      | 000000,79         | 05610     | Alpha Mensae                  |
| K0               | 00,85     | 00,78      | 000000,40         | 05240     | 70 Ophiuchi A                 |
| K5               | 00,74     | 00,69      | 000000,16         | 04410     | 61 Cygni A[21]                |
| M0               | 00,63     | 00,47      | 000000,063        | 03920     | Gliese 185[22]                |
| M5               | 00,32     | 00,21      | 000000,0079       | 03120     | EZ Aquarii A                  |
| M8               | 00,13     | 00,10      | 000,000,0008      | 02660     | Estrela de Van Biesbroeck[23] |

## Geração de energia

Gráfico mostrando a produção relativa de energia (ε) pelos processos de fusão nuclear próton-próton (PP), CNO e triplo-α em diferentes temperaturas no núcleo. A linha tracejada mostra a soma dos processos PP e CNO; na temperatura do núcleo do Sol, o processo PP é mais eficiente.

Todas as estrelas da sequência principal têm um núcleo onde energia é gerada por fusão nuclear de hidrogênio em hélio. A temperatura e densidade desse núcleo estão no nível certo para produzir uma quantidade de energia suficiente para sustentar o resto da estrela. Uma redução na produção de energia faria as camadas externas comprimirem o núcleo, resultando em um aumento na taxa de fusão devido a temperatura e pressão maiores. Da mesma forma, um aumento na produção de energia causaria uma expansão da estrela, diminuindo a pressão no núcleo e a taxa de fusão. Assim, a estrela forma um sistema em equilíbrio hidrostático que permanece estável durante toda a sequência principal.
Estrelas da sequência principal apresentam dois processos de fusão de hidrogênio, e a taxa de produção de energia de cada um depende da temperatura da região do núcleo. A sequência principal pode ser divida em uma parte superior e uma inferior, com base no processo de fusão dominante. Na sequência principal inferior, energia é gerada principalmente pela cadeia próton-próton, que funde átomos de hidrogênio diretamente em uma série de estágios para produzir hélio. Estrelas na sequência principal superior têm temperaturas de núcleo suficientemente altas para produzir energia eficientemente pelo ciclo CNO. Esse processo usa átomos de carbono, nitrogênio e oxigênio como intermediários no processo de fundir hidrogênio em hélio.
Em uma temperatura nuclear de 18 milhões de kelvin, a cadeia próton-próton e o ciclo CNO são igualmente eficientes, com cada um gerando metade da luminosidade total da estrela. Essa temperatura é atingida no núcleo de uma estrela com aproximadamente 1,5 M☉. Acima dessa massa o ciclo CNO é mais eficiente, e abaixo predomina a cadeia próton-próton. Assim, de forma aproximada, estrelas de classe espectral F ou mais frias pertencem à sequência principal inferior, enquanto estrelas de tipo A ou mais quentes são da sequência principal superior. A transição de uma forma de produção de energia para a outra acontece em uma diferença de massa de menos de 1 M☉. No Sol, uma estrela de 1 M☉, apenas 1,5% da energia é gerada pelo ciclo CNO, enquanto estrelas com 1,8 M☉ ou mais geram praticamente toda sua energia pelo ciclo CNO.
O limite superior observado para a massa de uma estrela da sequência principal é de 120–200 M☉. A explicação teórica para esse limite é que estrelas com massa alta demais não podem irradiar energia rápido o bastante para permanecerem estáveis, então qualquer massa adicional é ejetada em uma série de pulsações até a estrela chegar a um limite estável. Já o limite inferior para fusão nuclear próton-próton é de cerca de 0,08 M☉ ou 80 vezes a massa de Júpiter. Abaixo desse valor existem objetos subestelares que não conseguem manter fusão de hidrogênio, conhecidos como anãs marrons.

## Estrutura

A estrutura interna (zonas de convecção e radiação) de estrelas com menos de 0,5 M_{☉}, de massa solar, e de mais de 1,5 M_{☉}

Como existe uma diferença de temperatura entre o núcleo e a superfície, ou fotosfera, a energia produzida no núcleo é transportada para o exterior. Os dois modos de transportar essa energia são radiação e convecção. Uma zona de radiação, onde a energia é transportada por radiação, é estável contra convecção e tem pouca mistura do plasma. Na zona de convecção a energia é transportada pelo movimento do plasma, com material mais quente subindo e material mais frio descendo. Convecção é o mecanismo mais eficiente de transportar energia, mas só ocorre em condições que geram um alto gradiente de temperatura.
Em estrelas massivas (com mais de 10 M☉) a taxa de geração de energia pelo ciclo CNO é extremamente sensível à temperatura, então a fusão se concentra fortemente no centro do núcleo. Existe portanto um alto gradiente de temperatura dentro do núcleo, o que resulta em uma zona de convecção para transporte eficiente de energia. Essa mistura de material no núcleo remove o hélio produzido pela queima de hidrogênio, permitindo que mais hidrogênio seja consumido pela estrela até o fim da fase de sequência principal. Nas regiões externas de uma estrela massiva, o transporte de energia é feito por radiação, com pouca ou nenhuma convecção.
Estrelas de massa intermediária como Sirius transportam energia principalmente por radiação, com uma pequena região convectiva no núcleo. Estrelas como o Sol têm uma região nuclear estável contra convecção, transportando energia por radiação, e uma zona de convecção até a superfície que mistura o conteúdo das camadas externas. Isso resulta em um constante acúmulo de hélio no núcleo, cercado por uma região externa rica em hidrogênio. Estrelas de massa muito baixa (abaixo de 0,4 M☉) são inteiramente convectivas. Assim, o hélio produzido no núcleo é distribuído pela estrela, produzindo uma estrela relativamente uniforme com um longo tempo de vida na sequência principal.

## Variações de cor e luminosidade

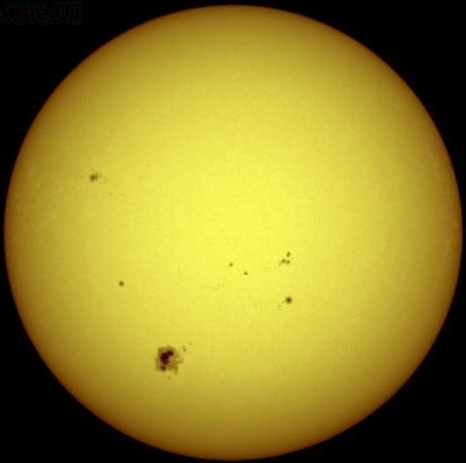
O Sol é o exemplo mais familiar de uma estrela da sequência principal

Conforme o hélio inerte é acumulado no núcleo de uma estrela da sequência principal, a redução na abundância de hidrogênio por unidade de massa resulta em uma diminuição gradual da taxa de fusão. Como é a energia fornecida pela fusão que sustenta as camadas superiores da estrela, o núcleo é comprimido, produzindo temperaturas e pressões maiores. Isso aumenta a taxa de fusão assim alterando o equilíbrio para um núcleo menor, mais denso e mais quente que produz mais energia, o que é compensado por uma expansão das camadas externas da estrela. Assim, conforme uma estrela evolui pela sequência principal, ela gradualmente aumenta de raio e luminosidade. Por exemplo, a luminosidade do Sol inicial era de apenas 70% de sua luminosidade atual. O aumento de luminosidade durante a evolução de uma estrela pela sequência principal gera uma mudança em sua posição no diagrama de Hertzsprung-Russell. Por causa disso, a sequência principal não é uma simples linha no diagrama, aparecendo com uma certa espessura, porque estrelas são observadas em estágios aleatórios de suas vidas.
Outros fatores que alargam a faixa da sequência principal incluem incerteza na distância a estrelas e a existência de estrelas binárias desconhecidas que alteram os parâmetros estelares observados. No entanto, mesmo com observações perfeitas a sequência principal ainda seria mal definida porque massa não é o único parâmetro que afeta a cor e luminosidade de uma estrela. Diferentes metalicidades, o estado evolucionário da estrela, interações com uma estrela companheira próxima, rápida rotação, ou um campo magnético são alguns dos fatores que podem mudar levemente a posição de uma estrela no diagrama de Hertzsprung-Russell. Como exemplo, estrelas de metalicidade muito baixa encontram-se um pouco abaixo da sequência principal e são conhecidas como subanãs, apesar de fundirem hidrogênio em seus núcleos, assim como todas as estrelas da sequência principal.
Uma região quase vertical do diagrama de Hertzsprung-Russell, conhecida como a faixa de instabilidade, é ocupada por estrelas variáveis pulsantes como as Cefeidas. A faixa de instabilidade cruza a parte superior da sequência principal na região das estrelas de classes A e F, que têm massas entre 1 e 2 M☉, dando origem às chamadas variáveis Delta Scuti. Estrelas da sequência principal nessa região apresentam variações de brilho muito pequenas, que são difíceis de detectar. Outras estrelas variáveis da sequência principal, como as variáveis Beta Cephei, não estão relacionadas à faixa de instabilidade.

## Duração

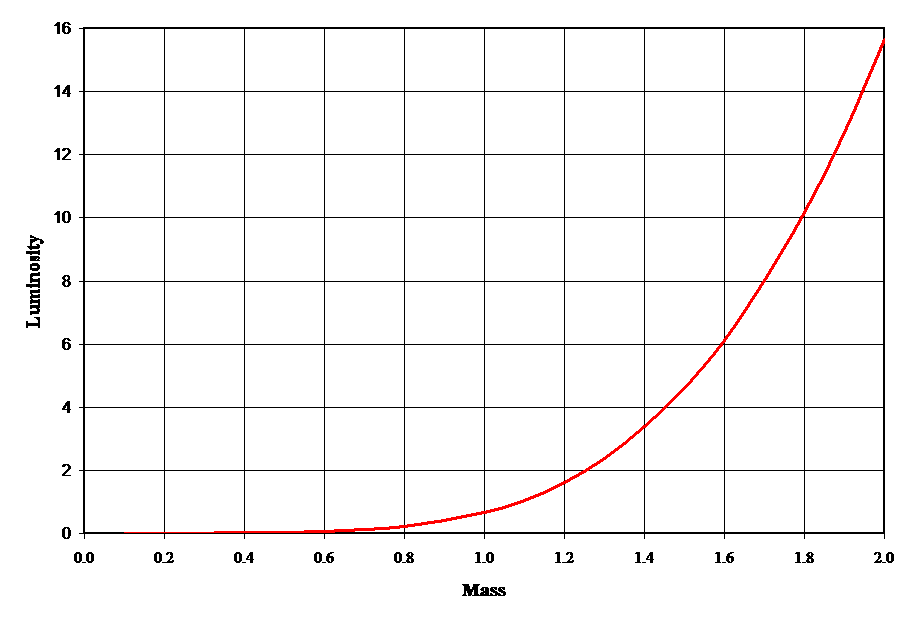
Gráfico mostrando a relação massa-luminosidade para estrelas da sequência principal de idade zero (massa e luminosidade relativas aos valores atuais do Sol)

A quantidade total de energia que uma estrela pode gerar pela fusão de hidrogênio é limitada pela quantidade de hidrogênio disponível no núcleo. Para uma estrela em equilíbrio, a energia gerada no núcleo precisa igualar a energia irradiada pela superfície. Como a luminosidade é a quantidade de energia irradiada por unidade de tempo, a duração da sequência principal pode ser estimada, de forma aproximada, dividindo a energia total produzida pela luminosidade da estrela.
Estrelas da sequência principal seguem, aproximadamente, uma relação massa-luminosidade empírica. A luminosidade (L) de uma estrela da sequência principal está correlacionada com sua massa (M) pela seguinte lei de potência, válida para estrelas na faixa de 0,1–50 M☉:
{\displaystyle {\begin{matrix}L\ \propto \ M^{3,5}\end{matrix}}}
A quantidade de hidrogênio disponível para fusão nuclear é proporcional à massa da estrela. Assim, o tempo de vida de uma estrela na sequência principal ({\displaystyle \tau _{\rm {MS}}}) pode ser estimado a partir da duração da sequência principal para o Sol, que é de aproximadamente 10 bilhões de nos. Consequentemente:
{\displaystyle {\begin{matrix}\tau _{\rm {MS}}\ \approx \ 10^{10}{\text{anos}}\cdot \left[{\frac {M}{M_{\bigodot }}}\right]\cdot \left[{\frac {L_{\bigodot }}{L}}\right]\ =\ 10^{10}{\text{anos}}\cdot \left[{\frac {M}{M_{\bigodot }}}\right]^{-2,5}\end{matrix}}}
Embora estrelas mais massivas tenham mais combustível para queimar e poderia se esperar intuitivamente que elas duram mais tempo, elas têm um tempo de vida muito menor porque o aumento de luminosidade é exponencialmente maior que o aumento de massa. Isso é necessário pelas equações de estado estelares; para uma estrela massiva se manter em equilíbrio, a pressão de radiação para fora devido à fusão no núcleo deve aumentar para igualar a pressão gravitacional para dentro gigantesca do envelope estelar. Assim, as estrelas mais massivas ficam na sequência principal por apenas alguns milhões de anos, enquanto estrelas com menos de um décimo da massa solar devem durar por trilhões de anos.
A relação massa-luminosidade exata depende da eficiência do transporte de energia do núcleo até a superfície. Uma maior opacidade tem um efeito insulante que retém mais energia no núcleo, então a estrela não precisa produzir tanta energia para permanecer em equilíbrio hidrostático. Já uma opacidade menor faz a energia escapar com mais facilidade e a estrela precisa fundir mais rápido para se manter em equilíbrio. No entanto, uma opacidade suficientemente alta pode resultar em transporte de energia por convecção, alterando as condições necessárias para manter o equilíbrio.
Em estrelas da sequência principal de alta massa, a opacidade é determinada pelo espalhamento de elétrons, que se mantém praticamente constante com o aumento de temperatura. Assim, a luminosidade aumenta proporcionalmente apenas ao cubo da massa estelar. Para estrelas com menos de 10 M☉, a opacidade é dependente da temperatura, resultando na luminosidade variando de forma proporcional à massa elevada à quarta potência. Para estrelas de massa muito baixa, moléculas na atmosfera também contribuem para o aumento da opacidade. Abaixo de cerca de 0,5 M☉, a luminosidade da estrela é proporcional à massa elevada à potência 2,3, produzindo uma diminuição da declividade da relação massa-luminosidade. Contudo, mesmo esses refinamentos são apenas aproximações, e a relação massa-luminosidade pode variar também dependendo da composição de cada estrela.
Em estrelas com pelo menos 0,5 M☉, após o fim da sequência principal e o começo da fase de gigante vermelha, o núcleo eventualmente atinge as condições para fundir hélio pelo processo triplo-alfa. A produção de energia pela fusão de hélio, por unidade de massa, é de apenas um décimo da produção de energia pela queima de hidrogênio, e uma estrela que funde hélio é muito mais luminosa do que na sequência principal. Esses fatores resultam em uma duração muito curta para a fase de queima de hélio, em comparação com a duração da sequência principal. Por exemplo, o Sol vai passar cerca de 130 milhões de anos fundindo hélio, mas 12 bilhões de anos fundindo hidrogênio. Assim, cerca de 90% das estrelas com mais de 0,5 M☉ vão estar na sequência principal.

## Evolução

Caminho evolucionário de uma estrela de 1 M_{☉} com metalicidade solar, mostrando sua evolução pós-sequência principal

Quando uma estrela da sequência principal consome todo o hidrogênio em seu núcleo, a falta de geração de energia faz o núcleo contrair gravitacionalmente. É previsto que estrelas com menos de 0,23 M☉ vão evoluir diretamente para anãs brancas ao acabarem de gerar energia por fusão nuclear de hidrogênio. Em estrelas mais massivas, com até 10 M☉, o hidrogênio cercando o núcleo de hélio alcança as condições necessárias para sofrer fusão, formando uma camada de queima de hidrogênio. Devido a isso, o envelope externo expande e diminui de temperatura, tornando a estrela uma gigante vermelha. Esse processo faz a estrela sair da sequência principal, passar pelo ramo das subgigantes e então entrar no ramo das gigantes vermelhas. O caminho que a estrela percorre no diagrama de Hertzsprung-Russell, para a direita e para cima da sequência principal, é chamado de caminho evolucionário.
O núcleo de hélio de uma gigante vermelha continua a colapsar até ser inteiramente suportado por pressão de degenerescência eletrônica — um efeito quântico que impõe um limite à compactação da matéria. Para estrelas com mais de cerca de 0,5 M☉, o núcleo eventualmente atinge uma temperatura suficiente para fundir hélio em carbono pelo processo triplo-alfa. Estrelas com mais de 5–7,5 M☉ podem também fundir elementos com números atômicos maiores. Para estrelas com mais de 10 M☉, esse processo gera um núcleo cada mais quente e denso que eventualmente colapsa, ejetando as camadas externas da estrelas em uma explosão de supernova.

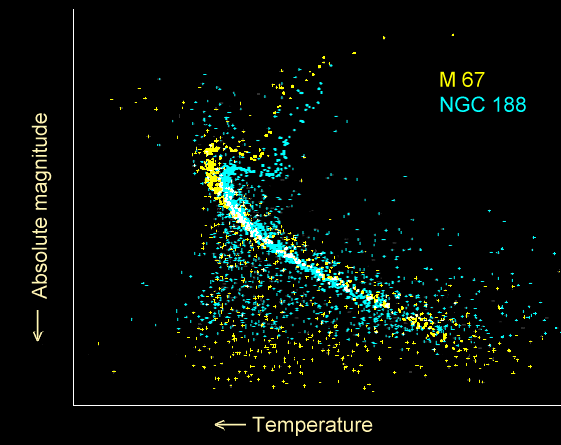
Diagrama de Hertzsprung-Russell para dois aglomerados abertos de diferentes idades. NGC 188 (azul) é mais antigo e seu ponto de saída da sequência principal é mais baixo do que o de M67 (amarelo)

Estrelas de um aglomerado estelar são formadas todas ao mesmo tempo e suas posições no diagrama de Hertzsprung-Russell dependem apenas da massa de cada estrela. As estrelas mais massivas abandonam a sequência principal primeiro, seguidas progressivamente por estrelas de massas menores. Assim as estrelas evoluem na ordem de suas posições na sequência principal, começando pelas estrelas mais massivas na extremidade esquerda. A posição atual em que estrelas desse aglomerado estão deixando a sequência principal é conhecida como o ponto de saída (turn-off point). Conhecendo o tempo de vida de estrelas que estão neste ponto, é possível estimar a idade do aglomerado.

## O termo "anã"
Estrelas da sequência principal são às vezes chamadas de estrelas anãs, uma terminologia histórica que pode ser confusa. Esse termo é usado para diferenciar as estrelas de classe de luminosidade V (sequência principal) das estrelas mais luminosas, chamadas de gigantes, não tendo como base o tamanho das estrelas. Para as estrelas mais frias, as anãs como as anãs vermelhas, anãs laranjas e anãs amarelas são realmente muito menores e menos brilhantes que as gigantes dessas cores. No entanto, para estrelas azuis e brancas, que são mais quentes, a diferença de tamanho e brilho entre as "anãs", da sequência principal, e as gigantes é muito menor, e para as estrelas mais quentes essa diferença não é observável. A classe de luminosidade atribuída a essas estrelas tem como base apenas diferenças nas linhas espectrais que indicam se uma estrela está na sequência principal ou não. Mesmo assim, estrelas quentes da sequência principal ainda são por vezes chamadas de anãs, apesar de terem praticamente o mesmo brilho e tamanho que as "gigantes" daquela temperatura.
O uso comum do termo "anã" para significar sequência principal é confuso em outro aspecto também, porque existem estrelas anãs que não são da sequência principal. As anãs brancas são remanescentes estelares gerados após a ejeção de todo envelope estelar por estrelas evoluídas, e são muito menores e menos luminosas que uma estrela da sequência principal, tendo aproximadamente o tamanho da Terra.